# كليفلاند جونسون
كليفلاند جونسون (بالإنجليزية: Cleveland Johnson)‏ هو عازف الأرغن أمريكي، ولد في 3 نوفمبر 1955.